# スルシュ・ラフィエイ
スルシュ・ラフィエイ（英語: Soroush Rafiei, 1990年3月24日-）は、イラン・シーラーズ出身のサッカー選手。ペルセポリス所属。ポジションはMF。

## タイトル

### クラブ

#### ファジュル・セパーシー
- アーザーデガーン・リーグ

 優勝 (1) : 2010-11

#### フーラード
- ペルシアン・ガルフ・プロリーグ

 優勝 (1) : 2013-14

#### ペルセポリス
- ペルシアン・ガルフ・プロリーグ

 優勝 (3) : 2016-17, 2018-19, 2022-23
- ハズフィ・カップ

 優勝 (2) : 2018-19, 2022-23
- イラン・スーパーカップ

 優勝 (2) : 2019, 2023

### 個人
- イランサッカー連盟年間ベストイレブン (3) : 2013-14, 2015-16, 2016-17